# Leem

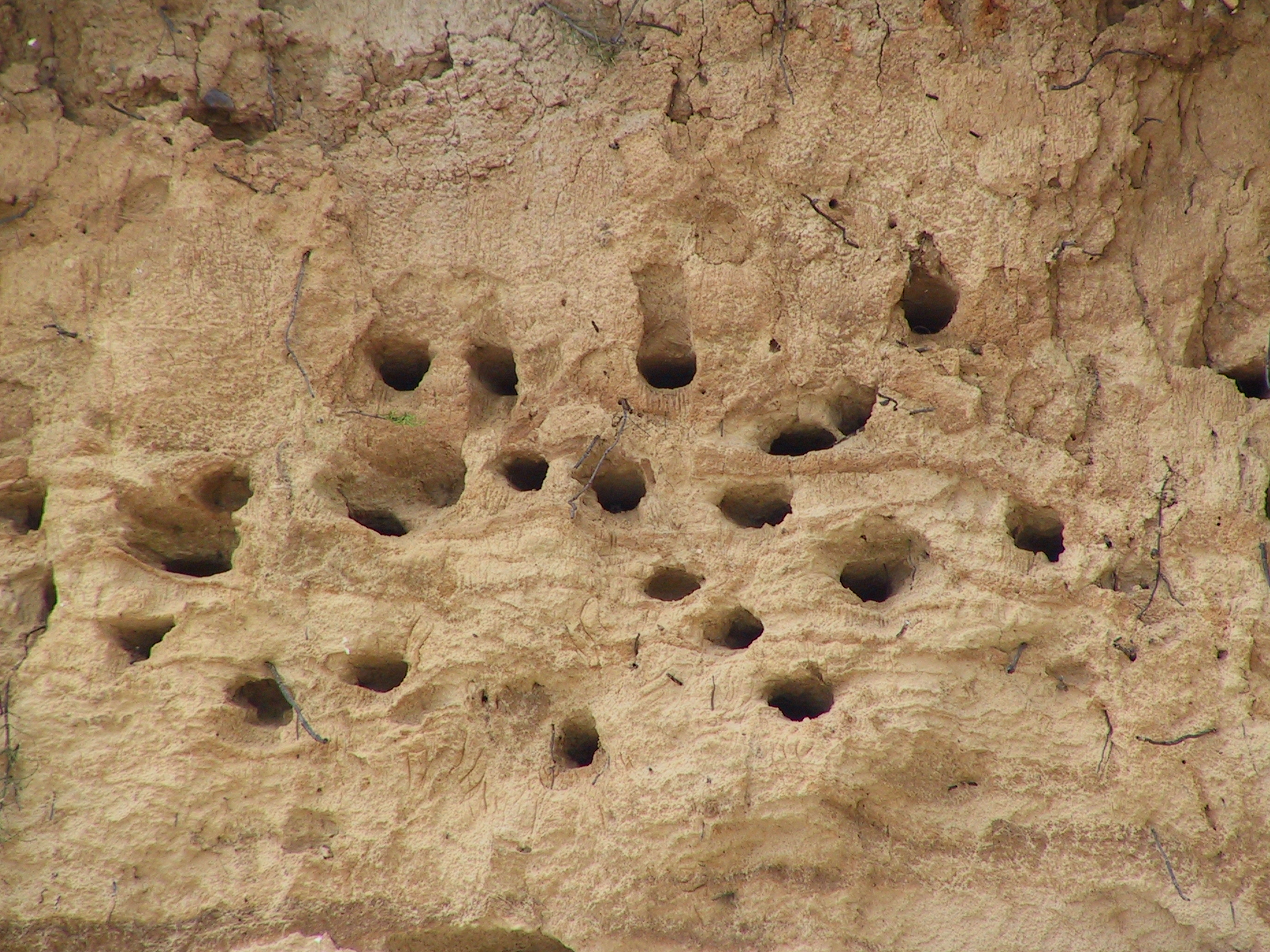
Oeverzwaluwnesten in een natuurlijke leemwand

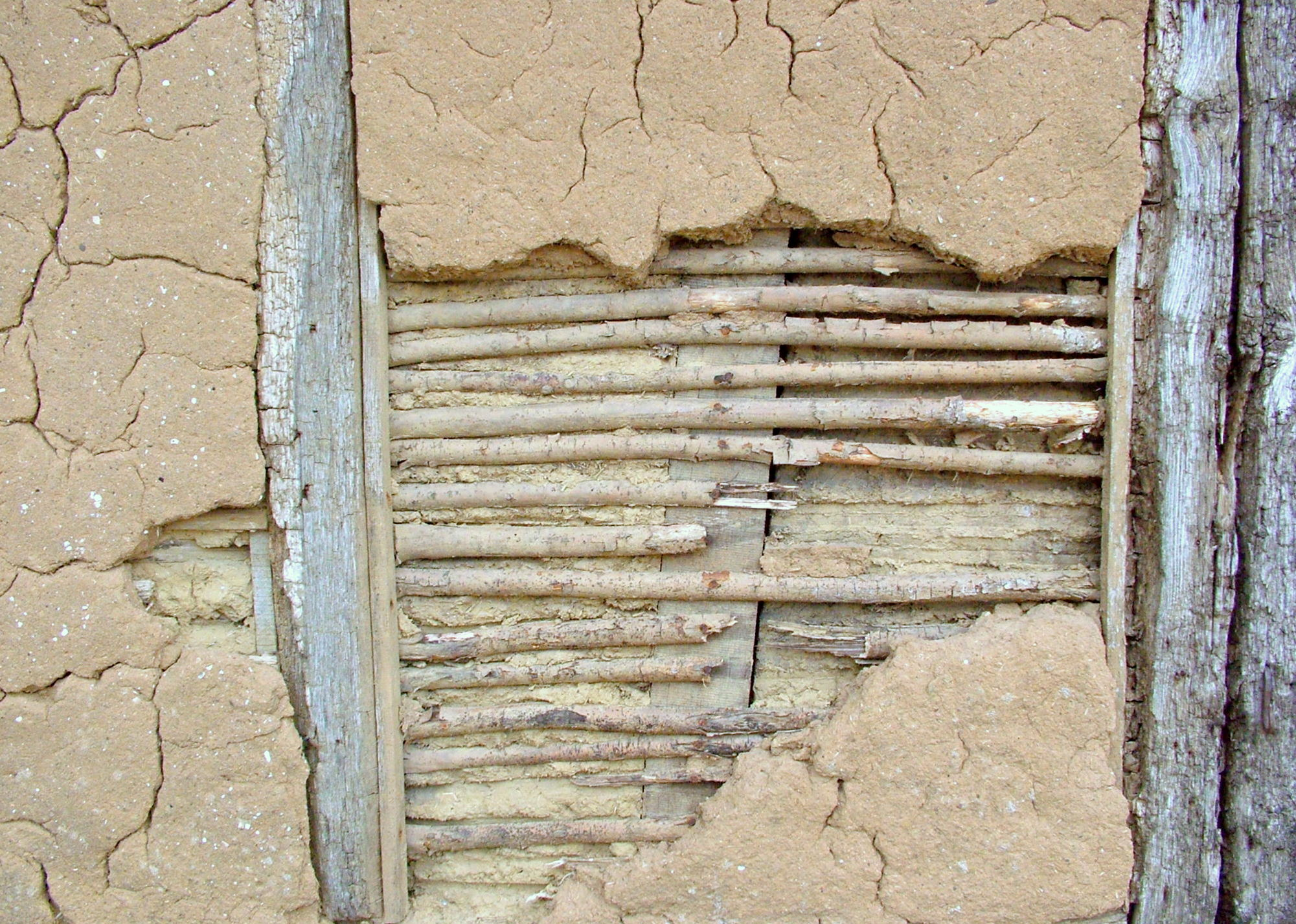
Gebruik van leem in een wand

Leem is een grondsoort die voornamelijk bestaat uit silt (deeltjes met korrelgrootte tussen de 2 en 50--64 micrometer). In de volksmond wordt met leem vaak materiaal fijner dan zand bedoeld. In België bestaat echter ook het begrip zandleem (zie bijvoorbeeld de Vlaamse Zandleemstreek). Leem kan zowel door de wind, door rivieren als door ijs worden afgezet.

## Nederland
In de Nederlandse ondergrond komt op een aantal plekken veel leem voor:
- In grote delen van Zuid-Limburg ligt een leemlaag aan de oppervlakte, die is afgezet door de wind (eolisch). Deze afzettingen worden löss genoemd en zijn gevormd tijdens zeer koude periodes, toen vegetatie schaars was en de wind vrij spel had.
- In Noord-Brabant komt met name in de Roerdalslenk Brabantse leem voor. Deze leem is waarschijnlijk ook als een laag löss gevormd.
- In Drenthe en delen van Overijssel ligt keileem in de ondiepe ondergrond. Deze keileem bevat veel zand en grind en is afgezet onder de ijsmassa's tijdens de voorlaatste ijstijd, het Saalien.
- In Gelderland zijn meer dan 40 leemkuilen (mediane grootte 3 are, mediane maximale diepte 7 dm). Deze liggen geconcentreerd bij Staverden, verspreid op de oostelijke stuwwal ten noorden van Hoenderloo en in het bosgebied de Waterberg bij Arnhem.

## Bouwmateriaal
Met pure leem wordt ofwel löss of silt bedoeld. Leem om mee te bouwen of als pleister om mee te stuken (ook gespeld als stuccen) kent vele verschillende gradaties in structuur en opbouw. Zogenaamde vette leem bevat veel klei, terwijl arme of schrale leem tot wel 60% zand of silt bevat. Leemstuc is geschikt voor het afwerken en verfraaien van binnenmuren in woon- en werkruimten. Het is onbrandbaar en is qua sterkte vergelijkbaar met kalkmortelstuc. Bijzonder zijn de eigenschappen van leem: brandveiligheid, vochtstabilisatie, temperatuurregulatie, warmteaccumulatie en de dampdoorlatendheid. Het kan daardoor vocht reguleren. Leem blijft relatief koel in de zomer en warm in de winter. Voor het maken van lemen wanden wordt de vitselstek-techniek toegepast.

### Moderne leembouw
Een moderne methode om lemen wanden te maken is met behulp van een houten karkas. Palen als staanders (verticaal) met opgetimmerde panlatten (horizontaal, 20 cm tussenruimte). Deze methode kan zowel voor een voorzetwand als tussenwand worden toegepast. Het karkas kan gebruikt worden om leidingen in aan te brengen voor elektra, water, gas en dergelijke. De panlatten bieden een goede (geleide) mogelijkheid om warmtemuren te maken. Het karkas wordt gevuld met stro dat in leem gedrenkt is (lichte stroleem). Dit proces wordt vertinnen genoemd. Vervolgens wordt de wand in drie fasen gestuct: grof (raaplaag), fijn (vlaklaag) en toplaag (op kleur). In de moderne leembouw worden de eerste grove lagen het snelst aangebracht door middel van opspuiten.
Leem kan ook op bestaande stenen wanden aangebracht worden, of op houtvezelplaten.  Bij gebruik van deze laatste kan in plaats van stro elk willekeurig isolatiemateriaal gebruikt worden in het houten karkas.  Er zijn ook al kant-en-klare leemplaten beschikbaar.
Leem kan ook gebruikt worden om (lemen) wanden te betegelen. Leemgeplakte tegels kunnen naderhand goed en in zijn geheel worden verwijderd, bijvoorbeeld voor hergebruik.

## Aardewerk

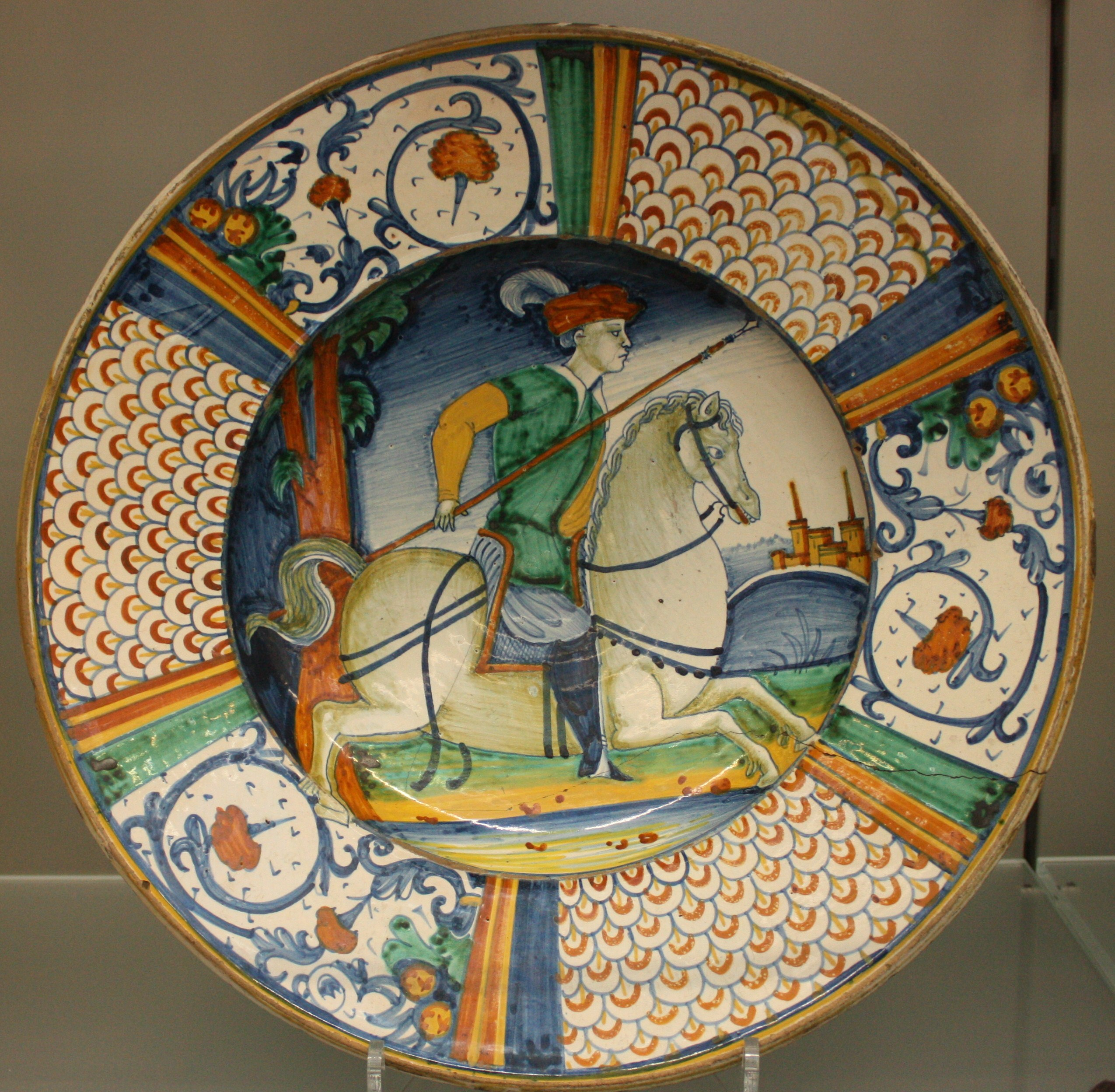
Italiaanse majolica uit de renaissancetijd

Leem, meestal fluviatiel, wordt sinds de oudheid gebruikt voor het vervaardigen van aardewerk en met name majolica. In de natuur komt leem in verschillende kleuren voor, er bestaat rode en witte leem. Van leem gemaakt aardewerk wordt geglazuurd met lood- of tinglazuur. 